# مدرسة طب جامعة كارديف
مدرسة طب جامعة كارديف (بالإنجليزية: Cardiff University School of Medicine)‏ هي إحدى المدارس لتعليم الطب في المملكة المتحدة. مركز هذه المدرسة الطبية هو جامعة كارديف. تم تأسيس هذه المدرسة رسمياً في 1931. عرفت سابقاً باسم مدرسة الطب الوطنية الولشية وكلية الطب جامعة ويلز.